# Brasilianisch-são-toméische Beziehungen
Die brasilianisch-são-toméischen Beziehungen umfassen die bilateralen Beziehungen zwischen Brasilien und der zentralafrikanischen Inselrepublik São Tomé und Príncipe. Sie unterhalten seit 1975 offizielle diplomatische Beziehungen.
Ihr Verhältnis gilt als sehr gut, bedingt insbesondere durch ihre gemeinsame historische und kulturelle Verbindung zum portugiesischen Sprachraum. Sie wurden durch ihre jahrhundertelange gemeinsame Zugehörigkeit zum Portugiesischen Kolonialreich geprägt und teilen enge Beziehungen auf vielen Ebenen. Sie sind Gründungsmitglieder der Gemeinschaft der Portugiesischsprachigen Länder (CPLP) und gehören gemeinsam weiteren internationalen Organisationen an, darunter die Lateinische Union, die Gruppe der 77 und weitere UN-Unterorganisationen. 
Die brasilianische Entwicklungszusammenarbeit in São Tomé und Príncipe, die die staatliche brasilianische Agentur für Entwicklungszusammenarbeit (Agência Brasileira de Cooperação, ABC) in über 90 Projekten dort bereits durchführte (Stand Sommer 2024), zählt zu den bedeutendsten Elementen ihrer Beziehungen. Auch ihre militärische Kooperation ist zu nennen, mit der dortigen brasilianischen Marinebasis. Die strategisch bedeutenden Atlantikinseln im Golf von Guinea liegen gegenüber Brasilien und damit an wichtigen Handelsrouten, die für Brasilien von einiger Bedeutung sind. Daneben pflegen die beiden Länder einen regelmäßigen Austausch in Kultur und Sport, insbesondere mit einigen brasilianischen Bildungs- und Kultureinrichtungen und Kooperationen in São Tomé. Zudem kann auch die Präsenz einiger brasilianischer Medien, aber auch evangelikaler Freikirchen genannt werden, die in São Tomé und Príncipe tätig sind.
Ein weiteres Verbindungsglied ist die kleine são-toméische Diaspora in Brasilien. Im Jahr 2024 waren 732 são-toméische Staatsbürger in Brasilien gemeldet. Dazu kommen são-toméische Studenten, die mit öffentlichen und zivilgesellschaftlichen brasilianischen Programmen und Stipendien an Hochschulen in Brasilien studieren, insbesondere über das staatliche Programm Programa de Estudantes-Convênio de Graduação (PEC-G), mit dem die brasilianische Bundesregierung ausländische Studenten in Brasilien fördert.

## Geschichte

### Bis zum 19. Jh.

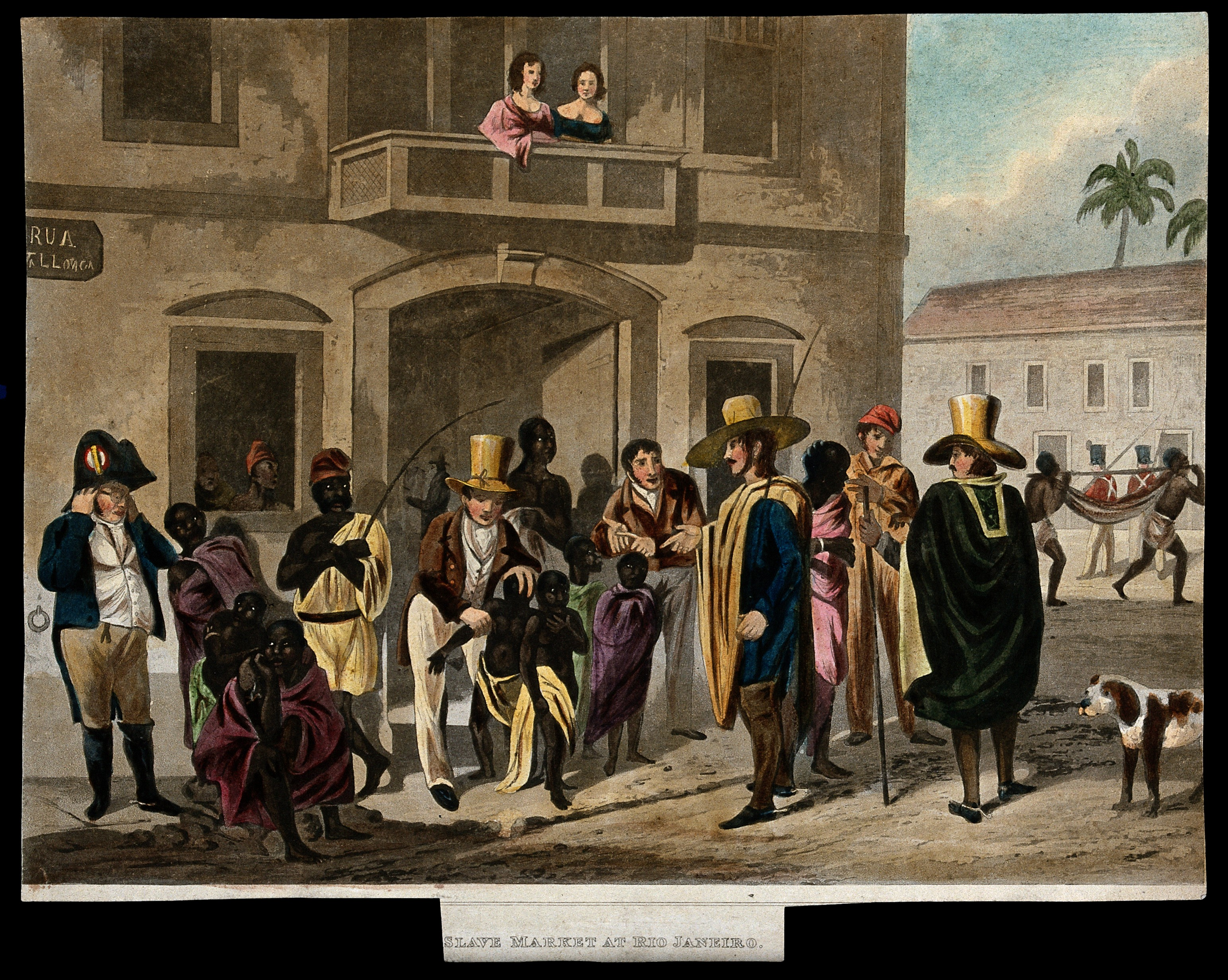
Sklavenmarkt in Rio de Janeiro, frühes 19. Jh.

Die heutige Inselrepublik São Tomé und Príncipe wurde nach der Entdeckung der unbewohnten Atlantikinseln 1471 durch João de Santarém portugiesische Kolonie, ebenso wie Brasilien, das seit der Ankunft Pedro Álvares Cabrals 1500 portugiesisch wurde. Danach sorgten Handelsbeziehungen zwischen beiden Kolonien, insbesondere der transatlantische Sklavenhandel, für einen regelmäßigen Austausch, der sich dabei im Wesentlichen im Rahmen des atlantischen Dreieckshandel abspielte. Nach der Flucht des portugiesischen Königshauses vor der Napoleonischen Invasion Portugals wurde Rio de Janeiro 1808 de facto Hauptstadt des Königreichs Portugal, und das heutige São Tomé und Príncipe von Brasilien aus verwaltet, bis zur Rückkehr des portugiesischen Hofes nach Lissabon im Jahr 1821.
1822 erklärte sich Brasilien unabhängig. Der Vertrag von Rio de Janeiro 1825 regelte danach die endgültige Unabhängigkeit Brasiliens von Portugal und beinhaltete auch eine Verpflichtung, dass Brasilien sich keine der portugiesischen Besitzungen aneignen durfte, also auch nicht die strategisch bedeutenden Inseln São Tomé und Príncipe, zu denen Brasilien aber unverändert Handelsbeziehungen pflegte und dabei weiterhin über die Inseln illegal Sklaven für seine Plantagenwirtschaft beschaffte, bis die Sklaverei auch in Brasilien im Laufe des 19. Jahrhunderts langsam auslief.

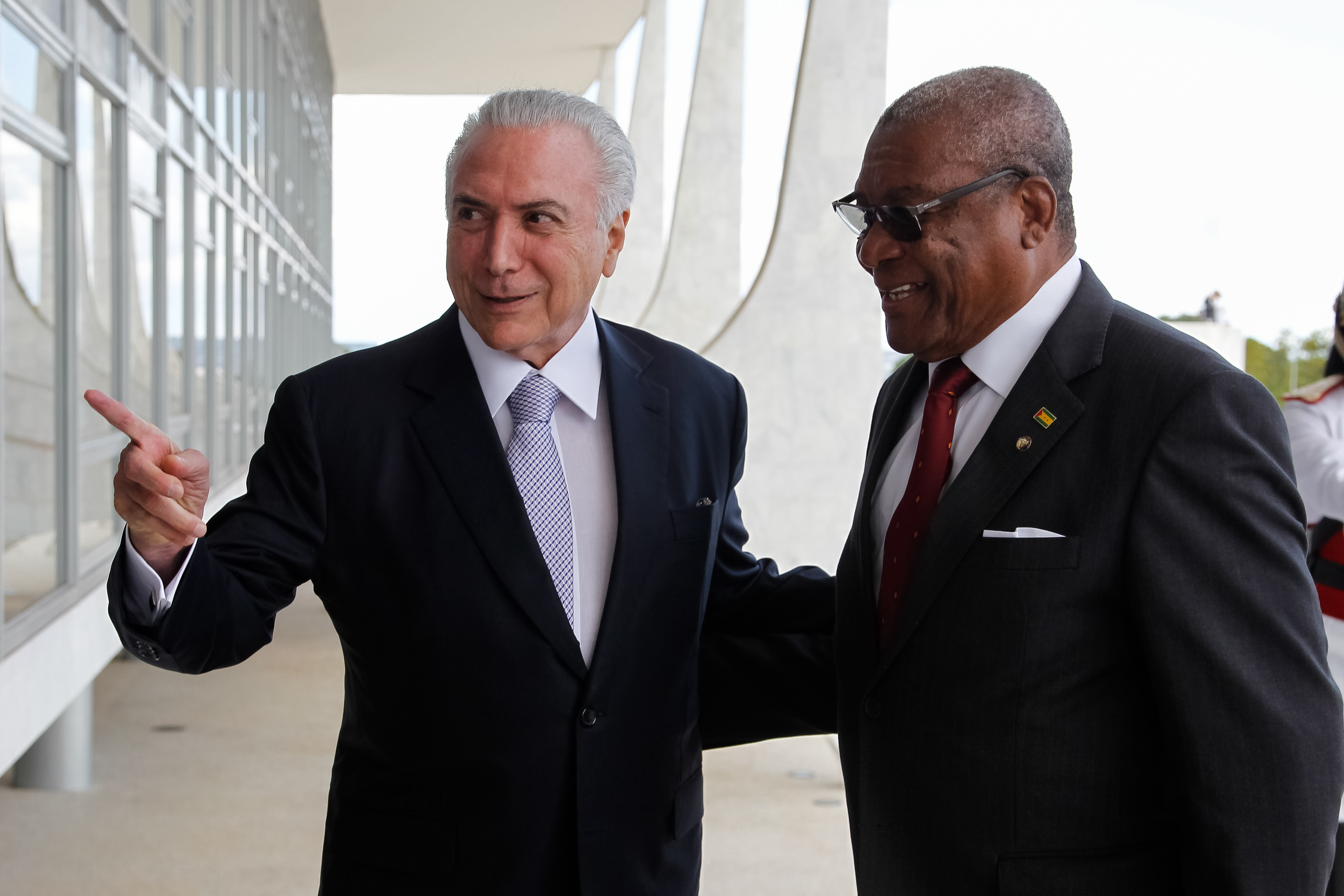
São Tomé und Príncipes Präsident Evaristo Carvalho wird von seinem brasilianischen Amtskollegen Michel Temer empfangen (2018).

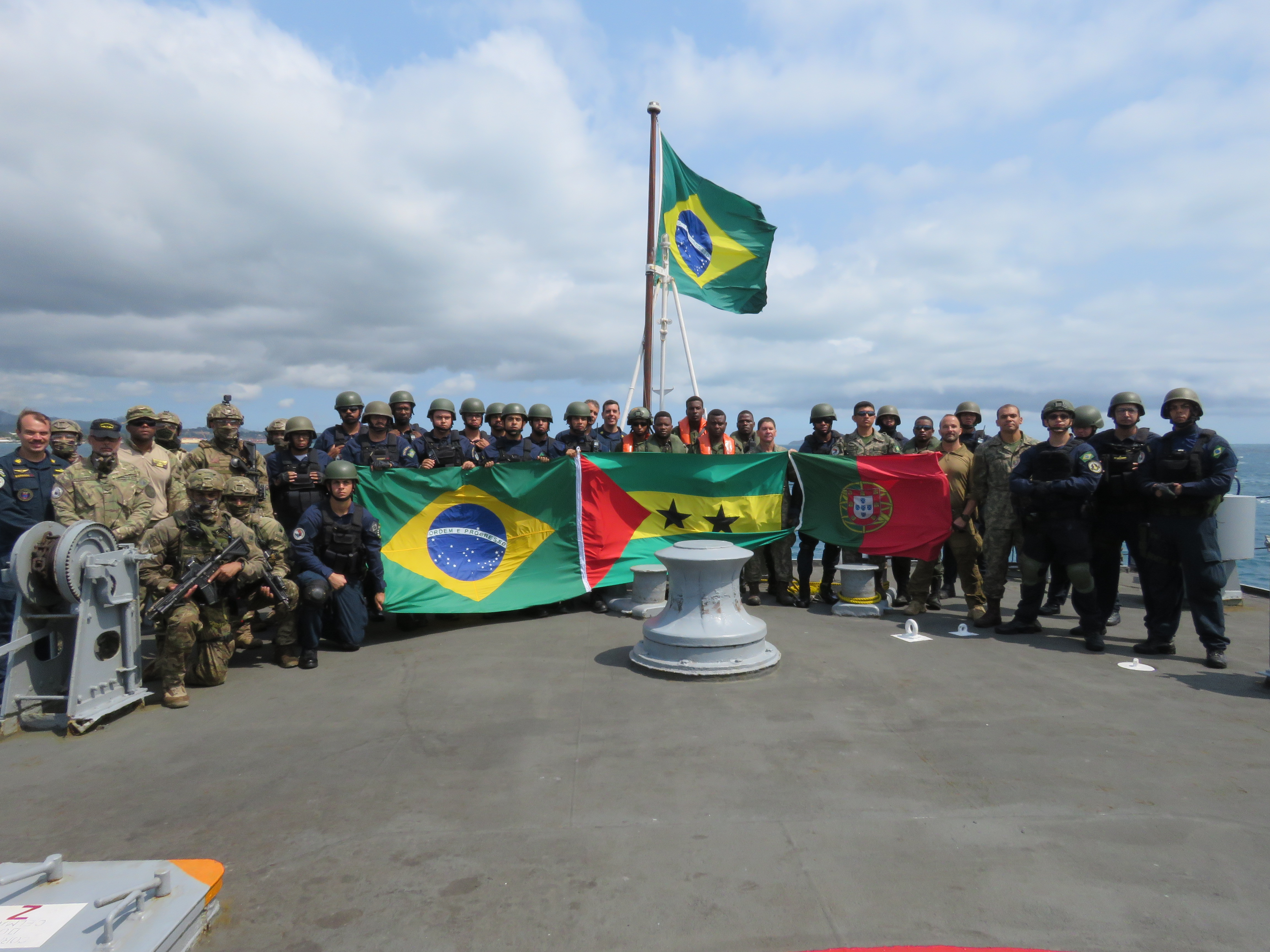
São-toméische, portugiesische und brasilianische Marienkräfte bei der 3. Auflage der gemeinsamen Operação Guinex (2023). Für die brasilianische Marine hat São Tomé und Príncipe einige Bedeutung.

### Seit dem 20. Jh.
Nach der tiefgreifenden Nelkenrevolution in Portugal 1974 erhielt São Tomé und Príncipe 1975 seine Unabhängigkeit. Brasilien erkannte die Unabhängigkeit noch im gleichen Jahr an. Eine eigene Botschaft eröffnete Brasilien dort erst 2003, im Zusammenhang mit den außenpolitischen Initiativen des 2003 ins Amt gekommenen brasilianischen Präsidenten Lula da Silva. Dieser intensivierte die bis dahin meist nur lockeren Beziehungen seine Landes zu vielen afrikanischen Staaten. Die Beziehungen zu den afrikanischen Staaten mit Amtssprache Portugiesisch und damit auch zu São Tomé und Príncipe wurden dabei ein wesentlicher Schwerpunkt. Dies näherte beide Staaten weiter an. Seit einer Vereinbarung 2000 etwa können são-toméische Studenten in Brasilien studieren, insbesondere im Rahmen des Programms PEC-G, dass mit Förderung durch die brasilianische Bundesregierung Stipendien an der Universidade da Integração Internacional da Lusofonia Afro-Brasileira (zu deutsch: Universität der internationalen Integration der afro-brasilianischen Lusophonie, UNILAB) vergibt. Über 390 Studenten der kleinen Inselrepublik konnten so bislang dort studieren (Stand 2023). 
Nachdem 2002 bereits São Tomé und Príncipes Präsident Fradique de Menezes zu einem ersten Staatsbesuch nach Brasilien gekommen war, besuchte Lula im Jahr 2003 São Tomé und Príncipe anlässlich der Eröffnung der Botschaft und der dortigen Niederlassung des brasilianischen Kulturinstituts Centro Cultural Brasil (heute Instituto Guimarães Rosa São Tomé). 2004 reiste Lula erneut dorthin, zum CPLP-Gipfel.
2005 reiste Fradique de Menezes erneut nach Brasilien, 2009 kam Premier Joaquim Rafael Branco zum Staatsbesuch nach Brasilien.
2010 unterzeichneten beide Staaten eine Vereinbarung im Verteidigungsbereich, und im November 2014 eröffnete die Brasilianische Marine eine Basis in São Tomé und Príncipe, wo sie auch mit der Küstenwache der são-toméischen Streitkräfte kooperiert, in dem sie Personal weiterbildet und die Struktur der Küstenwache des Landes stärkt, damit sie den Schutz der strategisch bedeutenden Atlantikinseln besser gewährleisten kann.
Nach dem Besuch des brasilianischen Außenministers Mauro Vieira in São Tomé und Príncipe im Jahr 2015 kam 2017 auch sein späterer Amtsnachfolger Aloysio Nunes zum Staatsbesuch in die Inselrepublik.
Zum 8. Weltwasserforum 2018 in Brasilien reiste auch São Tomé und Príncipes Präsident Evaristo Carvalho an und wurde dabei vom brasilianischen Präsidenten Michel Temer empfangen.
2023 kamen erst der são-toméische Außenminister Alberto Neto Pereira und dann der são-toméische Premierminister Patrice Trovoada zum Staatsbesuch nach Brasilien.

## Diplomatie
Brasilien unterhält eine Botschaft in der são-toméischen Hauptstadt São Tomé. Konsulate darüber hinaus hat Brasilien dort nicht.
São Tomé und Príncipe führt keine eigene Botschaft in Brasilien, das Land gehört zum Amtsbezirk der são-toméischen Botschaft in den USA und gleichzeitigen Ständigen Mission bei den Vereinten Nationen in New York. Auch Konsulate hat São Tomé und Príncipe in Brasilien bisher nicht eingerichtet (alles Stand Sommer 2024).

## Wirtschaft

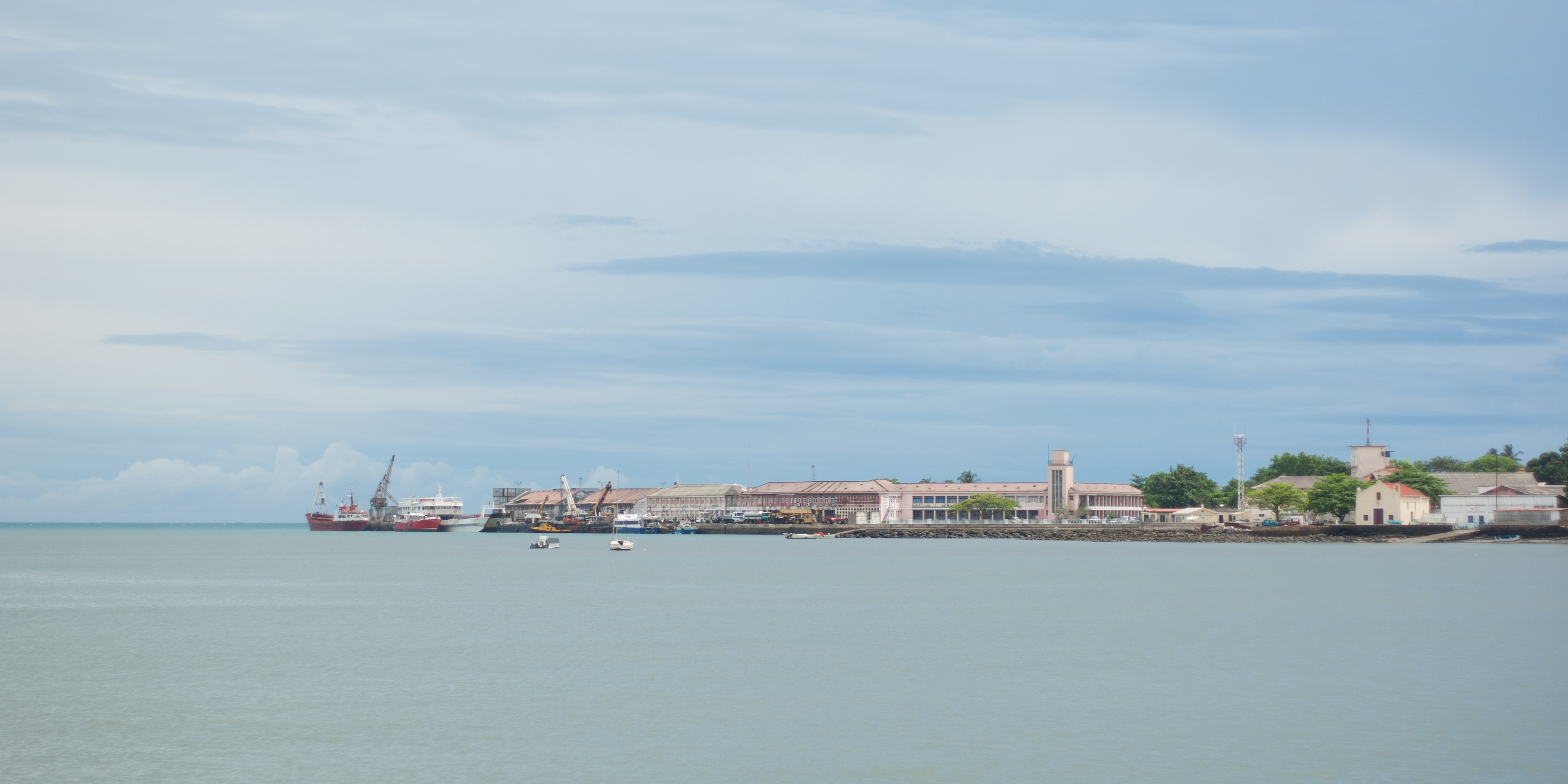
Der kleine Hafen Ana Chaves ist der wichtigste Hafen von São Tomé und Príncipe.

Angesichts seines kleinen Marktes mit schwacher Kaufkraft und seiner schwachen Außenwirtschaft hat der Handel zwischen Brasilien und São Tomé und Príncipe nur eine geringe Bedeutung. Im Jahr 2022 belief sich das bilaterale Handelsvolumen auf 3,96 Mio. US-Dollar, mit einem Handelsbilanzüberschuss zu Gunsten Brasiliens von 3,2 Mio., da São Tomé und Príncipe kaum etwas nach Brasilien exportiert.

## Kultur

### Institutionen
Das brasilianische Kulturinstitut Instituto Guimarães Rosa (bis 2022: Centro Cultural do Brasil) ist in der são-toméischen Hauptstadt São Tomé mit seiner Niederlassung Instituto Guimarães Rosa São Tomé, Kooperationen und Lektoraten im Land präsent.

### Film
Im Rahmen des wandernden portugiesischsprachigen FESTin-Filmfestivals werden Filme beider Länder auch im jeweils anderen Land gezeigt, gleichwohl brasilianische Produktionen das Programm dominieren.
Beim São Tomé FestFilm gehörte der brasilianische Regisseur und Lehrer der Universidade Federal da Bahia, Umbelino Brasil, zur Juri.
Der eigentlich in Brasilien spielende Film Vor der Morgenröte (2016), ein Biopic zu Stefan Zweig in seinem Exil in Brasilien, wurde in São Tomé und Príncipe gedreht.

## Sport

### Fußball
Fußball ist in beiden Ländern der beliebteste Sport. Die Brasilianische und die São-toméische Fußballnationalmannschaft der Männer spielten bisher jedoch noch nicht gegeneinander, auch die Brasilianische und die São-toméische Frauen-Nationalelf noch nicht (Stand November 2024).
Der Brasilianer Antônio Dumas war von 2000 bis 2001 Nationaltrainer der são-toméischen Männer-Nationalmannschaft.

### Andere
Athleten beider Länder treffen regelmäßig aufeinander, und beide Länder nahmen bisher an allen Jogos da Lusofonia teil. Die Spiele des portugiesischen Sprachraums werden von der Vereinigung der Olympischen Komitees portugiesischer Sprache (ACOLOP) organisiert, in der die Olympischen Komitees beider Staaten Mitglieder sind.